# تیپ عمری
تیپ عمری یک گروه شورشی سوری بود که در منطقه لجاه در استان درعا تشکیل شد. این تیپ به عنوان اولین گروه وابسته به ارتش آزاد سوریه در استان درعا تأسیس شد. این گروه موشک ضد تانک بی جی ام-۷۱ تاو را دریافت کرده‌است و از لحاظ مالی و تجهیزات توسط عربستان سعودی تأمین شده‌است. این گروه بخشی از قوات تحالف الجنوب (نیروهای ائتلاف جنوب) بود. نام این گروه از نام مسجد عمری در شهر درعا گرفته شده‌است.

## تاریخچه
رهبر گروه، سروان قیس القطاعنه در درگیری مسلحانه با یک فعال مخالف دولت سوریه به نام قیصر حبیب در ۲۸ اوت ۲۰۱۴ کشته شد. قیصر حبیب نیز در درگیری مجروح و در بیمارستان بستری شد، سپس در ۱۹ اکتبر توسط جنگجویان تیپ عمری کشته شد. در سال ۲۰۱۶، این گروه در نبرد بین مخالفان دولت سوریه و گروه دولت اسلامی عراق و شام و گروه‌های وابسته به آن شامل تیپ شهدای یرموک و جنبش المثنی الإسلامیه شرکت کرد. در ۱ آوریل، داعش تلاش کرد تا فارس أدیب البیدر، رهبر سابق این تیپ را ترور کند.